# Technomyrmex lujae
Technomyrmex lujae é uma espécie de formiga do gênero Technomyrmex.